# 大麻町津慈
大麻町津慈（おおあさちょうつじ）は、徳島県鳴門市の大字。郵便番号は779-0224。

## 地理
鳴門市の南西部に位置。北は大麻町板東、東は徳島県道41号徳島北灘線をもって大麻町川崎、南および西は板野郡藍住町に接する。農業地域。南は堤防を経て旧吉野川に面する。
地名について「板野郡村誌」は斎藤国厳という人物がいたため国厳と称していたが、天正年間に津地（辻）と改め、万治年間頃から津慈と書き、明治初年までは「こくがんつじ」と称していたという。阿波志は都慈をあてている。

### 河川
- 旧吉野川

### 小字
| - 五反田 - 川向 - センドウ - トナヱ田 | - 西新田 - ビワ田 - 東新田 - 宮ノ西 | - 宮ノ東 - 宮ノ本 - 山道 |  |

## 歴史
江戸期から明治22年にかけては板東郡および板野郡の村であった。寛文4年より板野郡に属す。
明治22年に同郡板東村の大字となった。大正4年11月より板東町の大字となる。昭和34年4月に板東町と堀江町が合併し大麻町が誕生し同町の大字となる。昭和42年に大麻町が鳴門市に編入され現在の鳴門市の大字となる。

## 世帯数と人口
2022年（令和4年）7月31日現在の世帯数と人口は以下の通りである。
| 町丁       | 世帯数 | 人口  |
| ---------- | ------ | ----- |
| 大麻町津慈 | 59世帯 | 118人 |

## 小・中学校の学区
市立小・中学校に通う場合、学区は以下の通りとなる。
| 番地 | 小学校             | 中学校             |
| ---- | ------------------ | ------------------ |
| 全域 | 鳴門市立板東小学校 | 鳴門市立大麻中学校 |

## 施設
- 妙楽寺

## 交通

### 道路
都道府県道
- 徳島県道41号徳島北灘線
- 徳島県道226号津慈広島線